# Newburg (Wirginia Zachodnia)
Newburg – miasto w Stanach Zjednoczonych, w stanie Wirginia Zachodnia, w hrabstwie Preston.